# 南川木波罗
南川木波罗（学名：Artocarpus nanchuanensis）为桑科波罗蜜属下的一个种。

## 扩展阅读
- 維基物種上的相關：南川木波罗